# Universidad de las Artes (Ecuador)
La Universidad de las Artes es una universidad pública ecuatoriana de educación superior ubicada en la ciudad de Guayaquil y fundada en 2013 durante el gobierno del expresidente Rafael Correa.

## Historia
Se creó mediante Registro Oficial Suplemento No. 147 el 17 de diciembre de 2013, como una institución de educación superior de derecho público, sin fines de lucro, con personería jurídica propia, con autonomía académica, administrativa, financiera y orgánica, acorde con los principios establecidos en la Constitución de la República y la Ley Orgánica de Educación Superior del Ecuador.
Inicialmente se tenía previsto que iniciara sus funciones en 2015 con las carreras de cine y literatura, y en años posteriores se abrirían las nuevas carreras. Sin embargo inició las actividades académicas con el curso de nivelación en marzo de 2014 con la primera promoción de la Escuela de Artes Musicales y Sonoras, Escuela de Cine y la Escuela de Literatura. Las Escuelas de Artes Visuales y Escuela de Artes Escénicas iniciaron actividades en el año 2015.

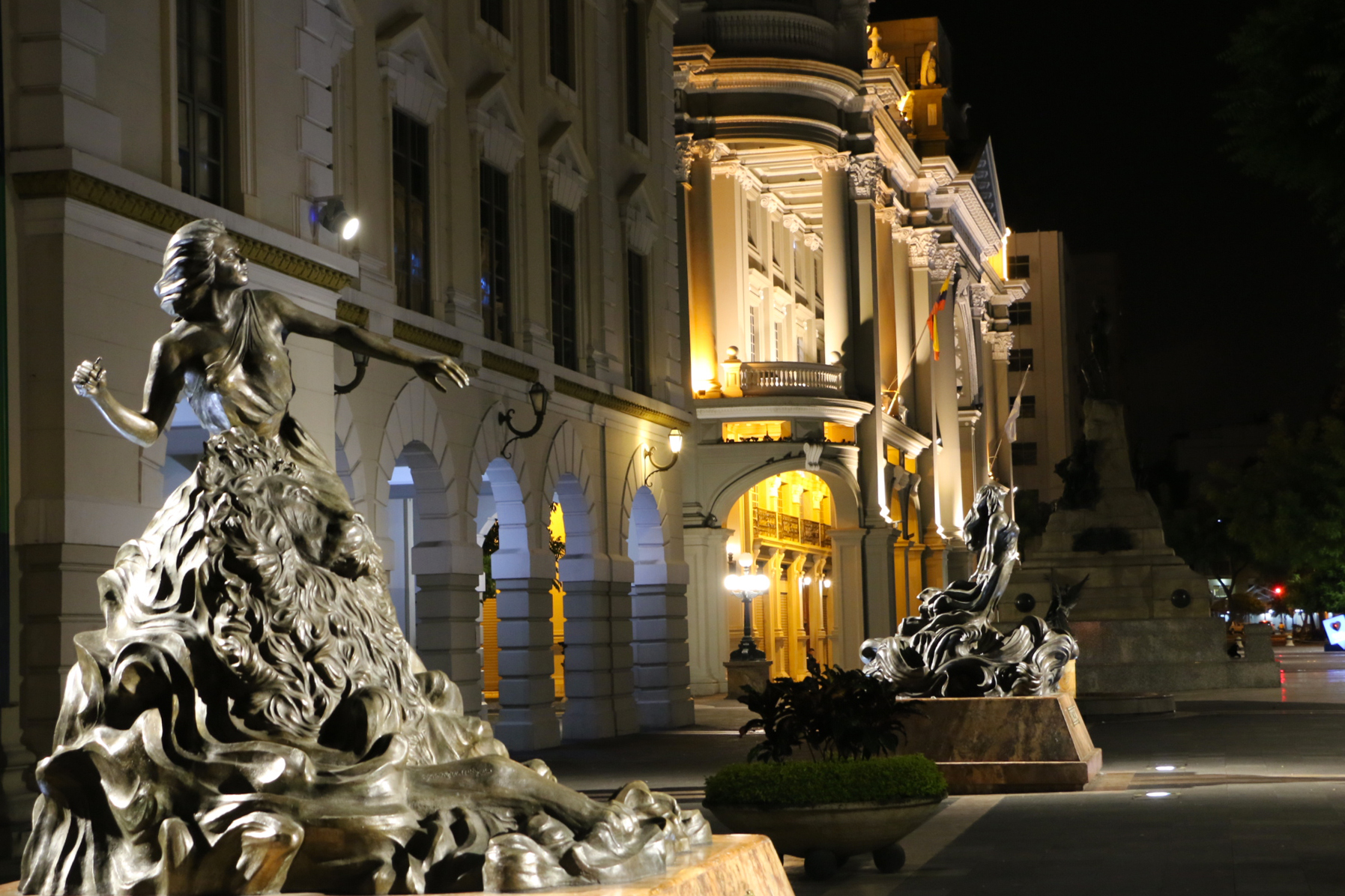
Parte posterior del edificio la Universidad de las Artes, junto al de la Gobernación del Guayas y de fondo el del municipio de la ciudad.

Sus instalaciones están ubicadas en la antigua Gobernación del Guayas.
Se estima que la Universidad de las Artes absorba otras instituciones de artes como el Instituto Tecnológico de Artes del Ecuador (ITAE), y que permanezca el campus de artes visuales en el Centro Cívico.